# 佩納揚北巴塞爾縣
佩纳扬北巴塞尔县，是印度尼西亚东加里曼丹省的一个县，位于加里曼丹岛东部，县治在佩纳扬，印尼的新首都努山塔拉即位於此縣境內，未來將獨立為新的省份，被這一個縣所環繞。

## 行政区划
佩纳扬北巴塞尔县下分为4个区（kecamatan）：
| 区     | 人口 2010普查 |
| ------ | ------------- |
| Babulu | 29,434        |
| Waru   | 15,642        |
| 佩纳扬 | 66,983        |
| Sepaku | 30,863        |